# Yahoo! Babel Fish
Yahoo! Babel Fish era un servizio online di traduzione automatica, originariamente creato da AltaVista, e successivamente assorbito da Yahoo!. Il servizio è stato dismesso in favore di Bing Translator.

## Origine del nome
Il nome deriva da un pesce fittizio (chiamato Pesce di Babele) che permetteva di tradurre in tempo reale tutte le lingue del mondo, descritto nel libro di Douglas Adams Guida galattica per gli autostoppisti. "Babele" sta invece per Babilonia, l'antica città mesopotamica: delle numerose lingue che vi si parlavano racconta la Bibbia.

## Traduzioni
Le traduzioni possibili con la lingua italiana erano:
- Italiano -> Inglese
- Inglese -> Italiano
- Italiano -> Francese
- Francese -> Italiano

e inoltre dall'inglese e dal francese verso numerose altre lingue e viceversa.